# Стартёр (специальность)

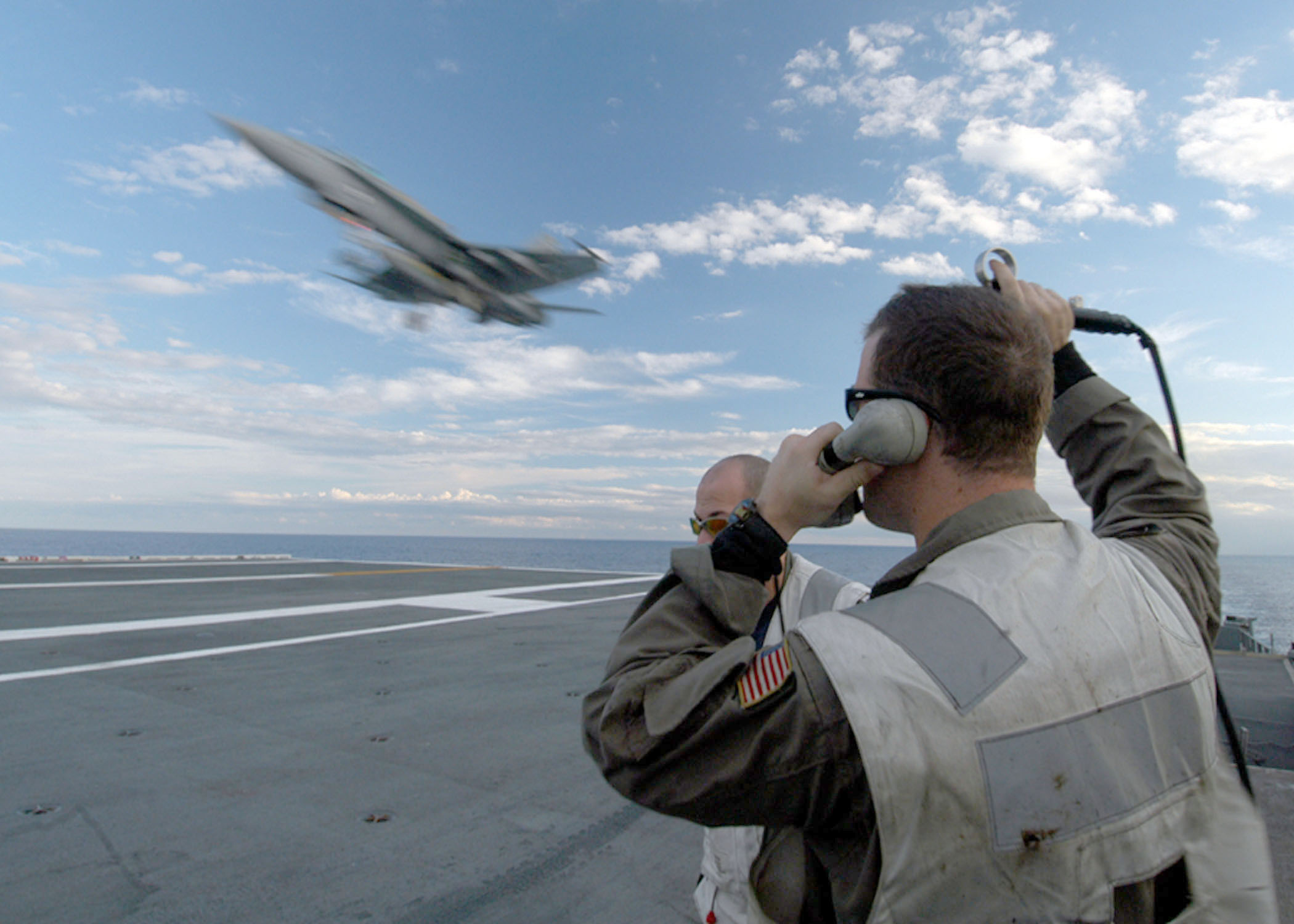

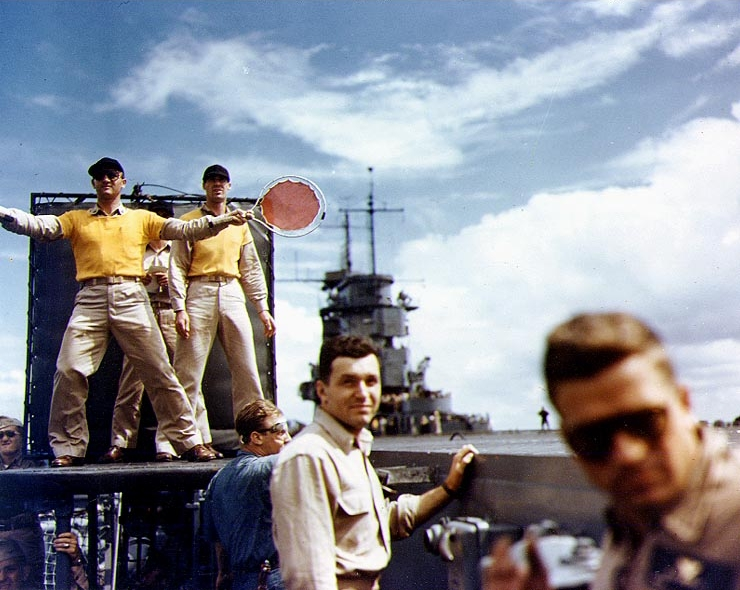
Landing Signal Officer

Стартёр — специалист аэродромной команды (в том числе и на авианесущих кораблях, имеющих полетную палубу), который находится непосредственно на ВПП либо на линии взлета-посадки и визуально контролирует ситуацию. Он как правило вправе запретить продолжение взлетно-посадочных маневров единолично и без согласования с КДП.
Традиционно к обязанностям стартёра относится контроль ситуации непосредственно на ВПП и визуальное информирование пилотов о возникших неисправностях, например о невыходе стоек шасси, посадочного гака и т. д., для чего ему обычно подчинялась группа аэродромных специалистов, оперативно изменявшая конфигурацию посадочного знака («Т»). Ранее, особенно на полевых аэродромах фронтовой авиации, могло одновременно работать несколько стартёров, каждый на своей полосе.
Стартёры в настоящее время как правило работают только на грунтовых аэродромах местного и вспомогательного назначения, а также на кораблях. В крупных аэропортах их функции возлагаются на выпускающих и принимающих диспетчеров, хотя во внештатных случаях и там могут быть временно назначены стартёры из числа наиболее подготовленных специалистов аэродромного персонала.
На военных аэродромах СССР и РФ при производстве полётов назначается из числа инженерно-технического состава стартовый наряд на технические посты. 
Технические посты на аэродроме выставляются:
- в местах перед выруливанием ВС на ВПП или перед выруливанием из зоны рассредоточения, для внешнего осмотра летательного аппарата в соответствии с инструкцией и технологией для данного типа ВС, утвержденной командиром части;
- на специально отведенных площадках для осмотра оружия после полетов на боевое применение;
- в местах сброса тормозных парашютов. Тормозные парашюты убирают и доставляют к месту укладки специалисты группы тормозных парашютных систем или специально подготовленные для этого специалисты.